# Episodi di Arcibaldo (terza stagione)

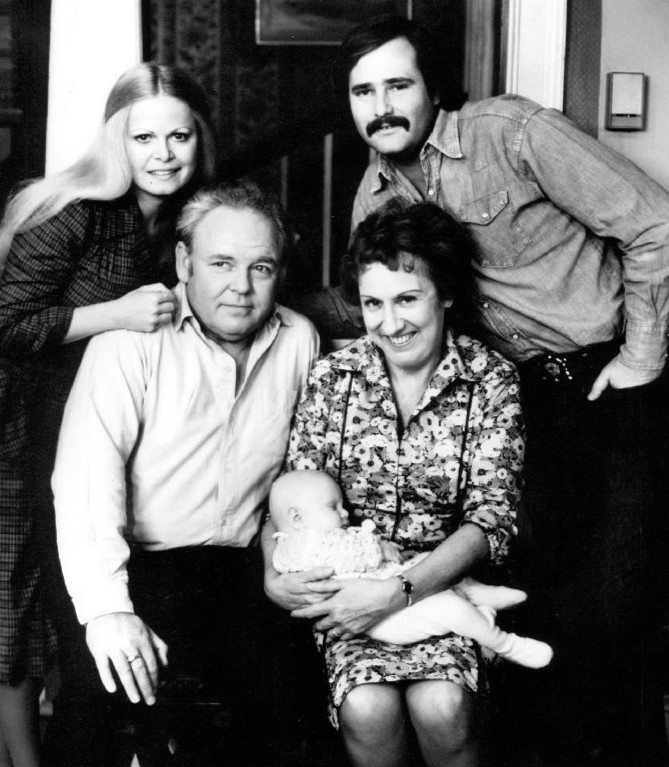
The Bunkers & gli Stivics: in piedi, Gloria (Sally Struthers) e Michael (Rob Reiner); seduti, Archie (Carroll O'Connor) e Edith (Jean Stapleton) con il piccolo Joey.

La terza stagione della serie televisiva Arcibaldo è stata trasmessa negli Stati Uniti d'America dal 16 settembre 1972 al 24 marzo 1973 sulla CBS, posizionandosi al 1º posto nei rating Nielsen di fine anno con il 33,3% di penetrazione.
In Italia la stagione è andata in onda nel 1984 su Canale 5.
| nº | Titolo originale                              | Titolo italiano                                     | Prima TV USA      | Prima TV Italia |
| -- | --------------------------------------------- | --------------------------------------------------- | ----------------- | --------------- |
| 1  | Archie and the Editorial                      | Archie e l'editoriale                               | 16 settembre 1972 | 1984            |
| 2  | Archie's Fraud                                | La frode di Archie                                  | 23 settembre 1972 | 1984            |
| 3  | The Threat                                    | La minaccia                                         | 30 settembre 1972 | 1984            |
| 4  | Gloria and the Riddle                         | Gloria e l'enigma                                   | 7 ottobre 1972    | 1984            |
| 5  | Lionel Steps Out                              | Lionel esce con Linda                               | 14 ottobre 1972   | 1984            |
| 6  | Edith Flips Her Wig                           | Edith con la parrucca                               | 28 ottobre 1972   | 1984            |
| 7  | The Bunkers and the Swingers                  | I Bunkers e gli Swingers                            | 21 ottobre 1972   | 1984            |
| 8  | Mike Comes into Money                         | Il ricco Mike                                       | 4 novembre 1972   | 1984            |
| 9  | Flashback: Mike and Gloria's Wedding (Part 1) | Flashback: Il matrimonio di Mike e Gloria (parte 1) | 11 novembre 1972  | 1984            |
| 10 | Flashback: Mike and Gloria's Wedding (Part 2) | Flashback: Il matrimonio di Mike e Gloria (parte 2) | 18 novembre 1972  | 1984            |
| 11 | The Locket                                    | Il medaglione                                       | 25 novembre 1972  | 1984            |
| 12 | Mike's Appendix                               | L'appendicite di Mike                               | 2 dicembre 1972   | 1984            |
| 13 | Edith's Winning Ticket                        | Il biglietto vincente                               | 9 dicembre 1974   | 1984            |
| 14 | Archie and the Bowling Team                   | Archie e la squadra di bowling                      | 16 dicembre 1972  | 1984            |
| 15 | Archie Goes to the Hospital                   | Archie all'ospedale                                 | 6 gennaio 1973    | 1984            |
| 16 | Oh Say Can You See                            | Oh, dico che si può vedere                          | 20 gennaio 1973   | 1984            |
| 17 | Archie Goes Too Far                           | Archie va troppo lontano                            | 27 gennaio 1973   | 1984            |
| 18 | Class Reunion                                 | Cena di classe                                      | 10 febbraio 1973  | 1984            |
| 19 | Hot Watch                                     | L'orologio                                          | 17 febbraio 1973  | 1984            |
| 20 | Archie Is Branded                             | La svastica                                         | 20 febbraio 1973  | 1984            |
| 21 | Everybody Tells the Truth                     | Ognuno dice la verità                               | 3 marzo 1973      | 1984            |
| 22 | Archie Learns His Lesson                      | Archie lo studente                                  | 10 marzo 1973     | 1984            |
| 23 | Gloria the Victim                             | Gloria la vittima                                   | 17 marzo 1973     | 1984            |
| 24 | The Battle of the Month                       | La battaglia del mese                               | 24 marzo 1973     | 1984            |